# 茅ヶ崎 (茅ヶ崎市)
茅ヶ崎（ちがさき）は、神奈川県茅ヶ崎市の地名。現行行政地名は大字茅ヶ崎と茅ヶ崎一丁目から茅ヶ崎三丁目。住居表示は、一丁目から三丁目のみ実施済み。

## 地理
茅ヶ崎市の中央部に位置し、東に本村、南に元町と新栄町、南西に十間坂、西に矢畑、北に円蔵と接している。

## 歴史

### 沿革
- 1889年（明治22年）4月1日 - 町村制施行により茅ヶ崎村が誕生。
- 1908年（明治41年）10月1日 - 茅ヶ崎村が鶴嶺村、松林村と合併し、茅ヶ崎町となる。
- 1974年（昭和49年）7月22日 - 市役所が現在地へ移転。
- 1980年（昭和55年） -  茅ヶ崎市民文化会館が開館。

## 世帯数と人口
2023年（令和5年）9月1日現在（茅ヶ崎市発表）の世帯数と人口は以下の通りである。
| 大字・丁目   | 世帯数    | 人口    |
| ------------ | --------- | ------- |
| 茅ヶ崎       | 461世帯   | 969人   |
| 茅ヶ崎一丁目 | 226世帯   | 421人   |
| 茅ヶ崎二丁目 | 547世帯   | 1,184人 |
| 茅ヶ崎三丁目 | 167世帯   | 384人   |
| 計           | 1,401世帯 | 2,958人 |

### 人口の変遷
国勢調査による人口の推移。
| 年                 | 人口  |
| ------------------ | ----- |
| 1995年（平成7年）  | 2,649 |
| 2000年（平成12年） | 2,862 |
| 2005年（平成17年） | 2,843 |
| 2010年（平成22年） | 2,741 |
| 2015年（平成27年） | 2,632 |
| 2020年（令和2年）  | 2,303 |

### 世帯数の変遷
国勢調査による世帯数の推移。
| 年                 | 世帯数 |
| ------------------ | ------ |
| 1995年（平成7年）  | 913    |
| 2000年（平成12年） | 1,071  |
| 2005年（平成17年） | 1,127  |
| 2010年（平成22年） | 1,122  |
| 2015年（平成27年） | 1,136  |
| 2020年（令和2年）  | 1,084  |

## 学区
市立小・中学校に通う場合、学区は以下の通りとなる（2023年3月時点）。
| 大字・丁目   | 番・番地等                | 小学校               | 中学校               |
| ------------ | ------------------------- | -------------------- | -------------------- |
| 茅ヶ崎       | 228〜241番地 501〜536番地 | 茅ヶ崎市立円蔵小学校 | 茅ヶ崎市立円蔵中学校 |
| 茅ヶ崎       | その他                    | 茅ヶ崎市立梅田小学校 | 茅ヶ崎市立梅田中学校 |
| 茅ヶ崎一丁目 | 全域                      | 茅ヶ崎市立梅田小学校 | 茅ヶ崎市立梅田中学校 |
| 茅ヶ崎二丁目 | 全域                      | 茅ヶ崎市立梅田小学校 | 茅ヶ崎市立梅田中学校 |
| 茅ヶ崎三丁目 | 全域                      | 茅ヶ崎市立梅田小学校 | 茅ヶ崎市立梅田中学校 |

## 事業所
2021年（令和3年）現在の経済センサス調査による事業所数と従業員数は以下の通りである。
| 大字・丁目   | 事業所数  | 従業員数 |
| ------------ | --------- | -------- |
| 茅ヶ崎       | 26事業所  | 164人    |
| 茅ヶ崎一丁目 | 57事業所  | 2,107人  |
| 茅ヶ崎二丁目 | 72事業所  | 1,476人  |
| 茅ヶ崎三丁目 | 65事業所  | 2,539人  |
| 計           | 220事業所 | 6,286人  |

### 事業者数の変遷
経済センサスによる事業所数の推移。
| 年                 | 事業者数 |
| ------------------ | -------- |
| 2016年（平成28年） | 235      |
| 2021年（令和3年）  | 220      |

### 従業員数の変遷
経済センサスによる従業員数の推移。
| 年                 | 従業員数 |
| ------------------ | -------- |
| 2016年（平成28年） | 3,792    |
| 2021年（令和3年）  | 6,286    |

## 交通

### 鉄道
- 東日本旅客鉄道（JR東日本） 相模線
  -     - 北茅ケ崎駅

## 施設
- 茅ヶ崎市役所
- 茅ケ崎警察署
- 北茅ケ崎駅
- 茅ヶ崎市民文化会館
- 茅ヶ崎市保健所
- 茅ヶ崎中央公園
- 茅ヶ崎市立梅田小学校
- 茅ヶ崎中央病院
- 茅ヶ崎市立総合体育館
- そよら湘南茅ヶ崎（旧・イオンスタイル湘南茅ヶ崎）
- イオン茅ヶ崎中央店
- 地域医療センター
- 東邦チタニウム茅ヶ崎工場
- 電源開発茅ヶ崎研究所

## その他

### 日本郵便
- 郵便番号 : 253-0041[3]（集配局 : 茅ヶ崎郵便局[15]）。